# Pedro Berro
Pedro Francisco Berro (Uztarroze, Navarra, 1767 – Montevideo, 1845) fou un empresari i polític espanyol, constituent de l'Uruguai el 1830, i pare de l'expresident Bernardo Prudencio Berro.

## Biografia
Va néixer a Uztarroze, Navarra, i es va radicar a Montevideo el 1790, quan encara hi era la Banda Oriental sota domini espanyol. Va tenir un paper destacat durant la guerra contra els invasors anglesos i la reconquesta de Buenos Aires.
Igual que el seu cunyat Pedro José de Errazquin, va formar part de la Junta de Montevideo de 1808. Retirat a la granja de Manga durant la Revolució Oriental, el 1823 es va sumar al Cabildo Revolucionari com a alcalde de segon vot i es va inclinar decididament després de 1825. El 1827 va ser nomenat membre de la Sala de Representants i el 1829 va integrar l'Assemblea General Constituent i Legislativa, encarregada de la primera Constitució del nou i ja independent Estat Oriental de l'Uruguai. El 1835 va presidir la Junta Econòmico-Administrativa de Montevideo.
Morí a Montevideo, amb 78 anys.